# 中国民主教育基金会
中国民主教育基金会（英語：Chinese Democracy Education Foundation，简称 CDEF），是一个在美國加州注册的非盈利组织，由黄雨川、郭台鉴、杨云、孙鲁正、梁冬、江文、林剑明等人创立于1985年。基金会總部設於舊金山，设置奖金奖励下列促进中国社会繁荣进步之活动：
- 对促进中国民主法治、维护人权自由有杰出贡献之人士或活动，也即年度杰出民主人士奖，始自1986年。获奖人包括两岸三地和国际人士。
- 对促进中国民主法治、维护人权自由有教育意义之各种研讨活动。

## 中国杰出民主人士奖
始称“对促进中国民主法治自由人权有杰出贡献之人士或著作奖”，自从1986年开始评选没有间断（2018年除外）。
- 第1届（1986年度）：魏京生，刘宾雁，王若水
- 第2届（1987年度）：方励之，费希平，王若望，李柱铭
- 第3届（1988年度）：刘再复，司徒华，古华
- 第4届（1989年度）：王丹，柴玲，吾尔开希，康宁祥，岑建勋
- 第5届（1990年度）：王军涛，柴松林，刘千石
- 第6届（1991年度）：吴弘达，陶百川，香港民主同盟
- 第7届（1992年度）：刘青，彭定康，《新新闻》周刊，南希·裴洛西
- 第8届（1993年度）：王希哲，赵少康，刘慧卿，陈卓愉
- 第9届（1994年度）：丁子霖，柏扬，陆恭蕙，李志绥
- 第10届（1995年度）：许良英，干净选举全国推行委员会，黎智英，中国人权 (组织)
- 第11届（1996年度）：陈子明，罗森索（A.M. Rosenthal），胡菊人
- 第12届（1997年度）：胡佛，第十四世达赖喇嘛，刘念春
- 第13届（1998年度）：王有才，鲍彤，卢四清
- 第14届（1999年度）：徐文立，张敏仪，慈济基金会
- 第15届（2000年度）：戈什曼（Carl Gershman），彭明，施明德
- 第16届（2001年度）：江棋生，辛灏年，《北京之春》杂志
- 第17届（2002年度）：刘晓波，杨建利，方觉，张昭富
- 第18届（2003年度）：蒋彦永，杜导斌，于浩成，基本法23条关注组
- 第19届（2004年度）：严家祺，胡石根，陈桂棣、吳春桃
- 第20届（2005年度）：高智晟，焦国标，天安门三君子（余志坚，喻东岳，鲁德成）[2]
- 第21届（2006年度）：高耀洁，章诒和[3]
- 第22届（2007年度）：胡佳，陈光诚[4]
- 第23届（2008年度）：零八宪章签署人群体[5]
- 第24届（2009年度）：艾未未，贺卫方，福建三网友案关注团[6]
- 第25届（2010年度）：滕彪，江天勇[7]
- 第26届（2011年度）：王炳章，陳一諮[8]
- 第27届（2012年度）：谭作人，朱承志，艾晓明[9]
- 第28届（2013年度）：郭飛雄，丁家喜，趙常青，吳仁華[10]
- 第29届（2014年度）：高瑜，浦志强[11]
- 第30届（2015年度）：唐荆陵[12]
- 第31届（2016年度）：黄琦，杨天水[13]
- 第32届（2017年度）：劉賢斌，秦永敏，陳西，陳衛，陳樹慶，呂耿松，謝長發
- 第33届（2019年度）：光复香港时代革命抗争群体，八九六四抗暴团群体[14][15]
- 第34届（2020年度）：許志永[16]
- 第35届（2021年度）：陳雲飛，鄒幸彤 [17]
- 第36届（2022年度）：四通桥勇士“彭载舟”[18]
- 第37届（2023年度）：王爱忠[19]

## 特殊贡献奖
- 王友琴（2022年6月3日获特别奖）：美国芝加哥大学东亚研究中心教授，表彰其多年收集出版中国文化大革命受难者的努力。
- 克里斯·史密斯 Chris Smith（2020年12月10日获特别奖）：美国联邦众议员，表彰其多年来一直坚持不懈地关注中国人权问题和支持中国民主运动。
- Thomas Marsh（2016年12月10日获特别奖）：艺术学教授，雕塑家，中国民主教育基金会的长期支持者和义工，表彰其创作旧金山花园角民主女神像。
- 马良骏：（2010年3月15日获特别奖）：硅谷中国民主促进会创始人，中国民主教育基金会前副会长，表彰其多年来为中国民主教育基金会的贡献。
- 孙鲁正：（2001年于第十五届杰出民主人士颁奖仪式上获特别奖）中国民主教育基金会评委，表彰其多年来为中国民主教育基金会的贡献。
- 孙国栋、何冰姿夫妇：（2003年5月31日于第十七届杰出民主人士颁奖仪式上获特别奖）中国民主教育基金会评委。表彰其多年来为中国民主教育基金会的贡献。
- 成其林：（2003年5月31日于第十七届杰出民主人士颁奖仪式上获特别奖）中国民主教育基金会前理事，表彰其多年来为中国民主教育基金会的贡献。
- 刘凯申：二十一世纪中国基金会创始人，中国民主教育基金会前理事，表彰其多年来为中国民主教育基金会的贡献。
- 黄雨川：中国民主教育基金会创始人，前会长。表彰其为中国民主教育基金会的创立和终身贡献。[20]

## 组织结构
- 会长：方政
- 历任会长：黄雨川、杜维新、贾育台、蒋亨兰、何慧、林牧晨、周锋锁
- 理事会，负责日常运营和筹款，对杰出民主人士奖没有投票权。现任理事为，方政、蔣亨蘭、林牧晨、江波、張志強、封從德、何慧、賈育台、成妮燕、成佳燕、任松林、林劲鹏、成秋波、李亚恬、郑云、赵昕、陈闯创、李向阳、赵常青。
- 评选委员会為學界、政界、新聞界的專家，负责杰出民主人士奖的评选。第一届评选委员会有16人，包括匹兹堡大学历史教授许倬云、哥伦比亚大学东亚语言文化教授夏志清、著名作家白先勇、香港《争鸣》杂志总编辑温辉、《百姓》杂志社长陆铿、《中国之春》杂志主编王炳章等。历届曾任和现任评选委员会還包括：诺贝尔文学奖评审委员和瑞典学院院士马悦然（Goeran Malmqvist）、普林斯頓大學講座教授和中华民国中央研究院院士余英时、哥伦比亚大学政治系教授和东亚研究所主任黎安友（Andrew Nathan）、王德威、丘宏达、余国藩、李怡、林培瑞（Perry Link）、林毓生、孙国栋、陈树柏、程万里、杨力宇、杨国枢、柴松林、黎成信、叢蘇、杜維明、王惟正、辛灝年、何俊仁（Albert Chun Yan Ho）、嚴家其、余健文、張偉國、陳博中、夏業良、慕亦仁（Poul Mooney）、程鐵軍、夏明、原中國《海南日報》總編輯程凱等。